# Vizzola Ticino
Vizzola Ticino är en ort och kommuni provinsen Varese i regionen Lombardiet i Italien. Kommunen hade 576 invånare (2018).